# Adriana Pálffy-Buß
Adriana Pálffy-Buß (* vor 1993) ist eine rumänisch-deutsche theoretische Physikerin. Sie ist Professorin für theoretische Quanteninformation und Quantenoptik an der Julius-Maximilians-Universität Würzburg.

## Ausbildung
Adriana Pálffy-Buß studierte Physik an der Universität Bukarest und schloss 2002 als B. Sc. und 2004 als M. Sc. in theoretischer Physik ab. 2002 war sie als Erasmus-Stipendiatin an der Justus-Liebig-Universität in Gießen.
Im September 2006 promovierte sie an der Universität Gießen zur Dr. rer. nat. mit einer Dissertation zum Thema Theory of nuclear excitation by electron capture for heavy ions.

## Karriere
Nach ihrem Grundstudium war sie zunächst von 2003 bis 2004 Forschungsassistentin an der Universität Bukarest, bevor sie an die Universität Gießen wechselte. Von 2007 bis 2011 hatte sie eine Postdoc-Stelle am Max-Planck-Institut für Kernphysik (MPIK) in Heidelberg.
2011 wurde sie Leiterin der Gruppe für nukleare und atomare Quantendynamik in der Abteilung für theoretische Physik am MPIK. Als Stipendiatin der Scottish Universities Physics Alliance (SUPA) war sie von 2012 bis 2013 Distinguished Visitor Fellow an der University of Strathclyde im schottischen Glasgow. Sie habilitierte sich im Juli 2014 an der Universität Heidelberg.
Von 2020 bis 2022 war sie Heisenberg Fellow der Deutschen Forschungsgemeinschaft an der Friedrich-Alexander-Universität Erlangen-Nürnberg.
Seit April 2022 bekleidet sie eine Professur für Theoretische Quanteninformation und Quantenoptik an der Universität Würzburg im Rahmen des Exzellenzclusters ct.qmat (Complexity and Topology in Quantum Matter), das die Übertragung digitaler Informationen durch schnelle Photonen statt der bisher verwendeten vergleichsweise träge fließende Elektronen in Halbleitern untersucht.

## Forschungsschwerpunkte
Adriana Pálffy-Buß beschäftigt sich damit, wie man Atomkerne für neuartige Anwendungen in der Röntgenquantenoptik verwenden kann. Ihre Vorhersagen über die verstärkte Wechselwirkung zwischen Strahlung und Atomkernen, der sogenannten starken Kopplung, welche in der Quantenoptik als Grundstein vieler Quanteneffekte bekannt ist, wurden vor kurzem experimentell in nanoskopischen Systemen bestätigt.
Pálffy-Buß konnte als eine der ersten in dem relativ neuen Forschungsfeld der Röntgenquantenoptik darstellen, wie sich mittels geeigneter Kernübergänge einzelne Röntgenphotonen kontrollieren lassen. Diese innovative Technik eröffnet Möglichkeiten für die Entwicklung neuer ultrakompakter Informationsspeicher.

## Sonstige Aufgaben
- seit 2021 Mitglied des Komitees für Diversität und Gleichbehandlung und des Komitees für die Forschungstrainingsgruppe der Quantum Cooperativity of Light and Matter
- seit 2018 Mitglied des Fachredaktionsausschusses der Nature Publishing Group
- von 2010 bis 2020 Dozentin an der Internationalen Max-Planck-Forschungsschule für Quantendynamik in der Physik, Chemie und Biologie (IMPRS-QD)
- seit 2007 Gutachterin für eine Reihe von Physik-Fachjournalen und Förderstellen

## Auszeichnungen
- 2008 bis 2010 Stipendium der Robert Bosch Stiftung innerhalb des Fast Track program
- 2016 bis 2020 (mit Unterbrechungen) Minerva W2 Fellow
- 2019 Röntgen-Preis der Universität Gießen für ihre theoretischen Modelle zur Röntgen-Quantenoptik[5]
- 2019 Hertha-Sponer-Preis der Deutschen Physikalischen Gesellschaft (DPG) für ihre wegweisenden theoretischen Berechnungen der Wechselwirkung hochenergetischer Strahlung mit Atomkernen basierend auf Quanteneffekten. Diese Vorhersagen der sogenannten starken Kopplung sind hochrelevant für nanoskopische Systeme in der Röntgenquantenoptik.[4]

## Publikationen (Auswahl)
- Photon lights a path towards a nuclear clock. In Nature 617(7962):678-679 Mai 2023, doi:10.1038/d41586-023-01631-8
- mit P. -G. Reinhard et al.: Rate for laser-induced nuclear dipole absorption. März 2020, doi:10.1103/PhysRevC.101.034619
- mit P. -G. Reinhard et al.: Laser-Matter Interaction: Classical Regime versus Quantum Regime. November 2016
- X-Ray physics: Straight outta Compton Nature. In Physics 11(11):893-894 November 2015, doi:10.1038/nphys3525